# محمد ایرانپوریان
محمد ایرانپوریان (زادهٔ ۳۰ شهریور ۱۳۶۴) بازیکن فوتبال سابق اهل ایران است.

## شیوه بازی
ایرانپوریان در کارهای دفاعی و سانترهای بلند از سمت راست و پنالتی زدن تخصص دارد، همچنین بازی او به دلیل توانایی در بازی‌سازی و ارسال پاس‌های عمقی ستوده شده است. وی چند فصل به عنوان گلزن‌ترین مدافع لیگ برتر ایران دست یافت.

## زندگی شخصی
پدر او در اردیبهشت ۱۳۶۷ در جریان جنگ ایران و عراق به شهادت رسیده است.

## افتخارات
- لیگ برتر
- نایب قهرمانی لیگ برتر فوتبال ایران ۹۲–۱۳۹۱ به همراه تیم تراکتورسازی تبریز
- نایب قهرمانی لیگ برتر فوتبال ایران ۹۴–۱۳۹۳ به همراه تیم تراکتورسازی تبریز
- نایب قهرمانی در لیگ برتر فوتبال ایران ۹۸–۱۳۹۷ به همراه تیم سپاهان اصفهان
- جام حذفی
- قهرمانی جام حذفی فوتبال ایران ۹۳–۱۳۹۲ به همراه تیم تراکتورسازی تبریز